# Panasonic Lumix DMC-GH4
DMC-GH3 DC-GH5
Le Panasonic Lumix DMC-GH4 est un appareil photographique numérique de type hybride de la marque Panasonic annoncé en mai 2014. Au moment de sa sortie, le GH4 était le premier appareil hybride du monde capable de filmer en 4K (4K/UHD et 4K/DCI).